# Slavětín (ort i Tjeckien, Olomouc)
Slavětín är en ort i Tjeckien.   Den ligger i regionen Olomouc, i den östra delen av landet, 190 km öster om huvudstaden Prag. Slavětín ligger 444 meter över havet och antalet invånare är 201.
Terrängen runt Slavětín är platt österut, men västerut är den kuperad. Runt Slavětín är det ganska tätbefolkat, med 75 invånare per kvadratkilometer. Närmaste större samhälle är Uničov, 15,7 km nordost om Slavětín. Trakten runt Slavětín består till största delen av jordbruksmark.